# Tropiska stormen Barry
Den tropiska stormen Barry  var en snabbt formad tropisk cyklon som gjorde svepte över Florida tidigt i juni. Som den andra namngivna stormen i den Atlantiska orkansäsongen 2007, så utvecklades Barry ur ett tråg av lågtryck i den sydöstra delen av Mexikanska golfen den 1 juni. Den fortsatte snabbt mot nordväst, nådde en högsta hastighet på 95 km/h innan försvagning och landkänning nära Tampa Bay som en tropisk depression. Barry förlorade snabbt tropiska kännetecken efter att vindar tagit bort en stor del av konvektionen och den 3 juni hade den fullt utvacklats till en extratropisk cyklon. De extratropiska resterna kartlades längs USA:s östkust och blev absorberade av en större extratropisk cyklon den 5 juni.

## Stormhistoria

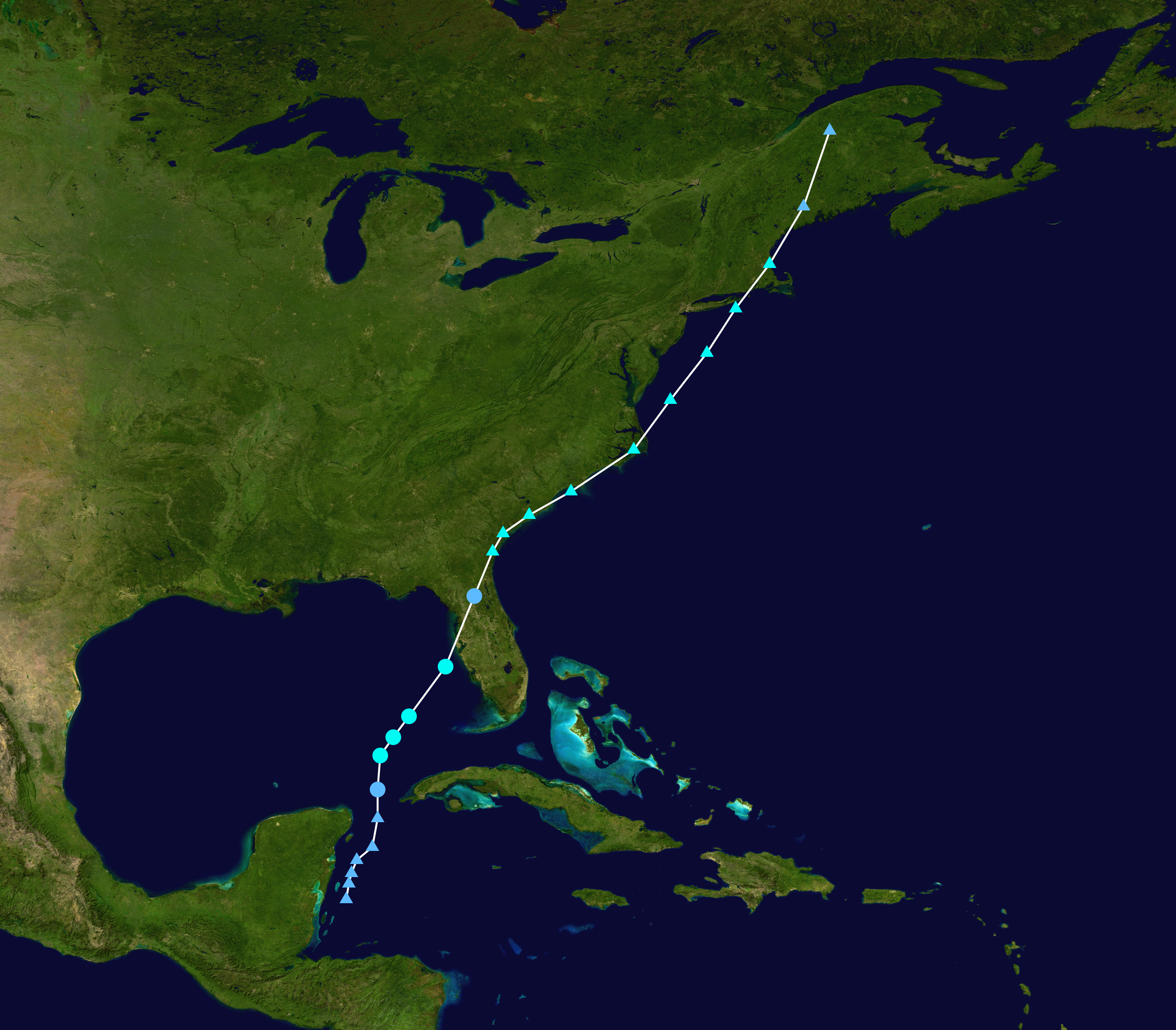
Barrys bana

Barry utvecklades ur ett håg av lågtryck i den sydöstra delen av Mexikanska golfen den 1 juni, den så också orkansäsongen startar officiellt. Barry rörde sig snabbt mot nordväst och passerade över Kuba den 1 juni som tropisk depression. Den ökade i styrka och klassificerades som en tropisk den 2 juni. Samma dag noterades dess högsta vindhastighet på 95 km/h. Stormen försvagades ju mer den närmade sig land.
Barry gick in över land nära Tampa Bay, Florida den 2 juni som en minimal tropisk storm. Snart därefter så degraderades Barry till en tropisk depression när den började sin extratropiska övergång. Barry blev en extratropisk cyklon sent på eftermiddagen den 2 juni. Den 3 juni, hade cyklonen börjat att röra sig uppför Carolinas kuster och bart med sig regn in till Mid-Atlantic och New England. Den 5 juni hade dess centrum flyttas upp till Atlantprovinserna innan den blev absorberad av en större extratropisk cyklon den 5 juni på gränsen mellan Maine och Québec.